# Rue Daniel-Œhlert
La rue Daniel-Œhlert, anciennement « rue du Palais », est une voie du centre-ville de la commune française de Laval.

## Situation et accès
Elle relie la place de la Trémoille à la rue Renaise. Cette situation lui permet de joindre deux grands monuments du Vieux Laval, le château et la cathédrale.

## Origine du nom
Elle porte le nom de Daniel Œhlert (1849-1920), conservateur des musées d’archéologie et d’histoire naturelle de Laval.

## Historique
La rue Daniel-Œhlert, ou « rue du Palais » à l'origine, est percée en 1860 à l'emplacement d'une vieille ruelle étroite et tortueuse qui reliait la place de la Trémoille à la rue Renaise au niveau du bas-côté nord de la cathédrale. Elle est secondée en 1888 par la rue Charles-Landelle, qui commence elle aussi place de la Trémoille, mais s'achève directement place Hardy-de-Lévaré, devant la cathédrale.
Les deux rues sont très proches, et l'espace contenu entre les deux est détruit. La rue du Palais perd son côté sud et les deux voies ne forment plus qu'un seul axe, large et planté d'arbres, qui agrandit la place de la Trémoille. Cet espace est baptisé « place des Acacias ».